# طاس تپه (کبودرآهنگ)
طاس تپه یک روستا در ایران است که در دهستان سرداران واقع شده‌است. طاس تپه ۳۱۸ نفر جمعیت دارد.